# Corwin (Ohio)

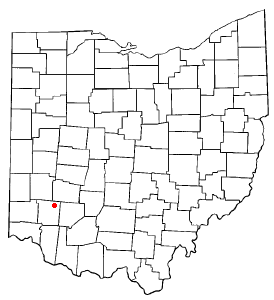
Corwin na planie stanu Ohio

Corwin – wieś w USA, w stanie Ohio, w hrabstwie Warren. Miejscowość nosi nazwę od nazwiska byłego gubernatora stanu Ohio, Thomasa Corwina.
Liczba mieszkańców w 2010 roku wynosiła 421, a w roku 2012 wynosiła 430.